# Plaza Navona

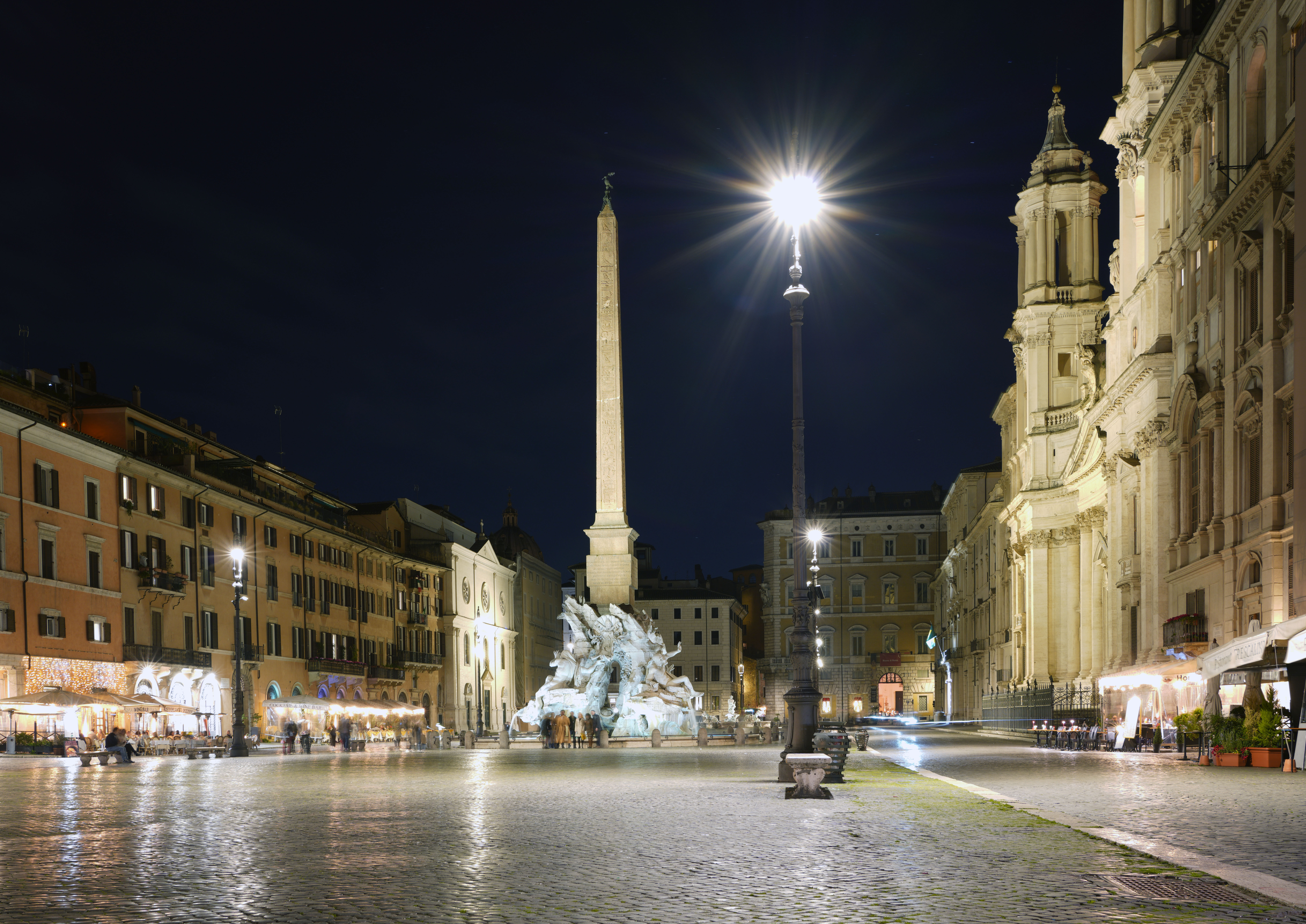
Vista panorámica de plaza Navona, con el Palazzo Pamphili en primer lugar y la iglesia de Santa Inés en Agona a continuación.

La plaza Navona (Piazza Navona en italiano) es uno de los espacios urbanos más destacados de Roma, que reúne esculturas, fuentes y edificios de gran valor artístico y supone un centro de la vida social, cultural y turística de la ciudad. Este espacio ha constituido un emplazamiento de importancia desde la Antigua Roma, en la que se levantaba allí un estadio para competiciones deportivas y combates de gladiadores.

## Historia

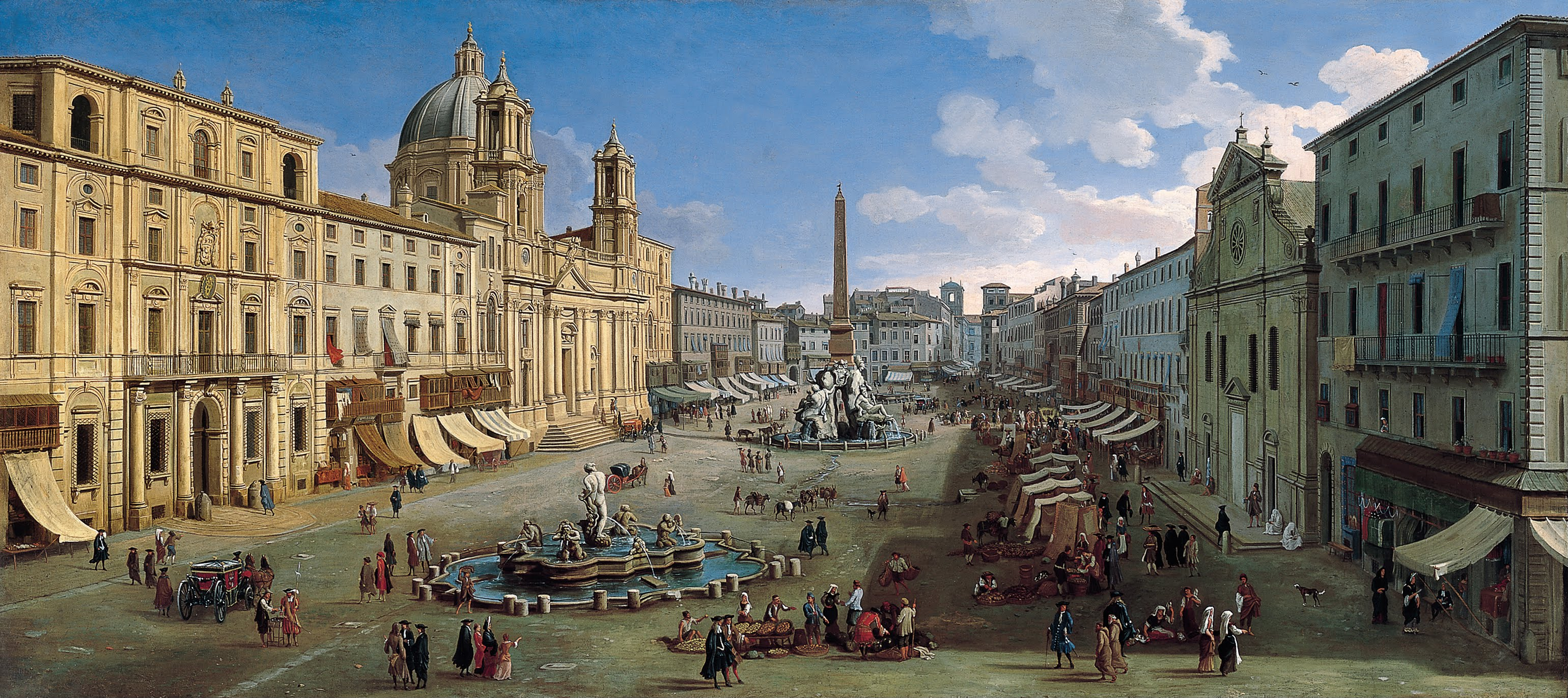
Vista de la plaza Navona, en 1699. Óleo de Gaspar van Wittel.

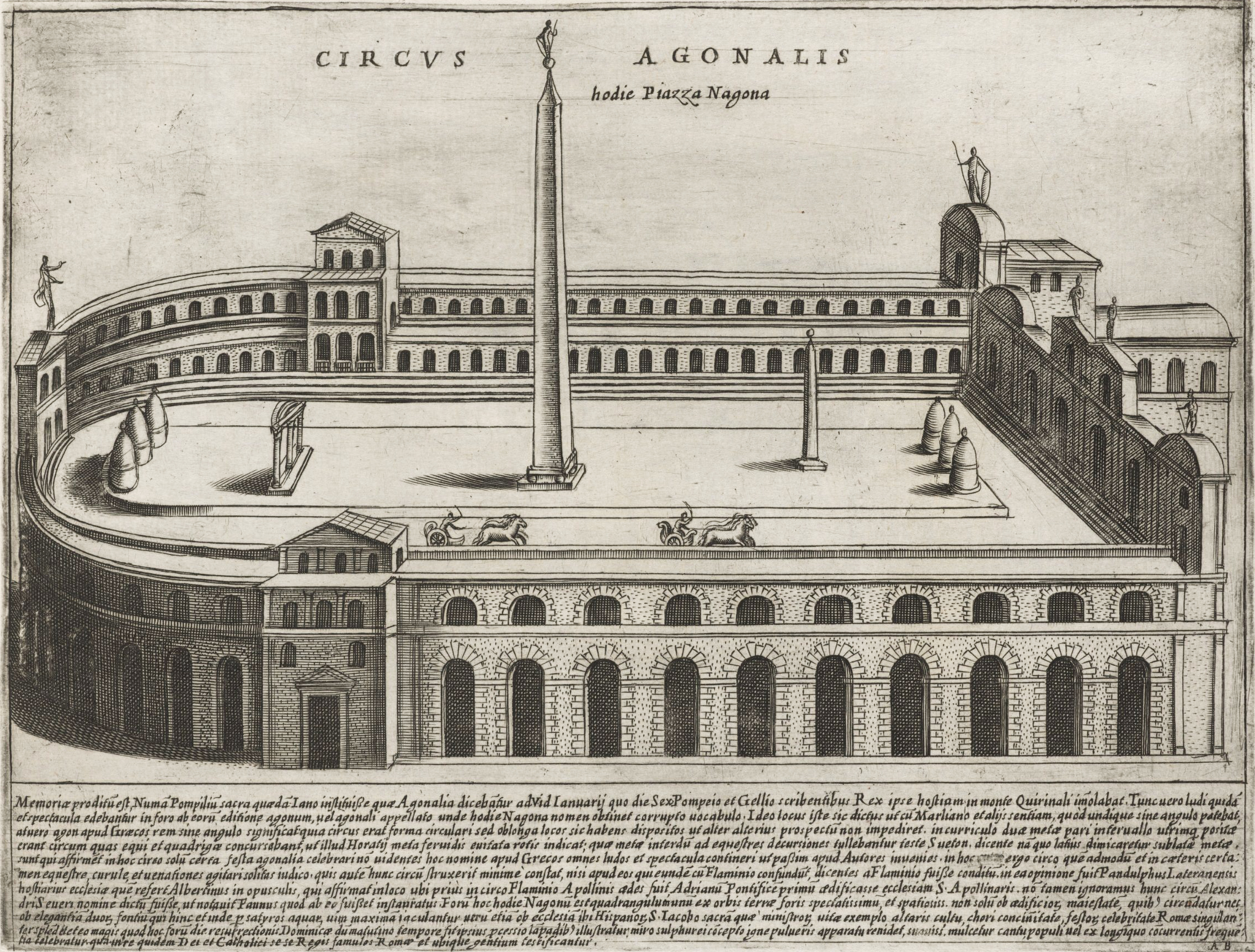
Vista del estadio de Domiciano, según una lámina de 1613 de Jacopo Lauro.

La plaza se levanta sobre el que fue el Stadium de Domiciano, construido en el año 85 y restaurado en época del emperador Alejandro Severo en el siglo III, donde los romanos acudían a ver los agones («juegos»). El estadio se conocía como Circus Agonalis y se cree que con el tiempo el nombre cambió de in agone a navone y más tarde a navona. Su orientación era dirección norte sur, al igual que la actual plaza y tenía 276 metros de largo por 106 de ancho y podía albergar hasta 30 000 espectadores. Aún se conservan algunos restos de la antigua estructura al norte de la plaza. El estadio albergaba los juegos atléticos griegos que junto con los musicales y ecuestres formaban el Certamen Capitolinum en honor al dios Júpiter.
Durante la Edad Media se inició una parcelación progresiva de las ruinas del antiguo estadio, construyéndose algunos edificios, que inicialmente se orientaron hacia las calles adyacentes, terminando por girarse hacia el solar del estadio.
La plaza se definió como espacio público a finales del siglo XV, durante el papado de Sixto V, gran urbanizador de la ciudad de Roma; al trasladarse hasta aquí el mercado existente en el Capitolio. Bajo el mandato y auspicio del papa Inocencio X, miembro de la familia Pamphili, la plaza adquirió su actual diseño barroco y se levantaron las fuentes y se construyó la iglesia de Santa Inés en Agona y el Palazzo Pamphili. Aquí celebró el papa la misa del día de Pascua del Jubileo de 1650, que atrajo a miles de personas, convirtiéndose la plaza así en uno de los símbolos del barroco en Roma.
El mercado que se celebraba en esta plaza se trasladó al Campo de' Fiori, en 1869. La plaza ha albergado representaciones teatrales, carreras de caballos. Desde 1652, con el auspicio de la familia Pamphili, cada sábado y domingo del mes de agosto, aprovechando la forma cóncava de la plaza, se inundaba su parte central cerrando los desagües de las tres fuentes, para convertirse en "El Lago de la Plaza Navona". Esta fiesta se suprimió en 1866.

## Descripción y monumentos

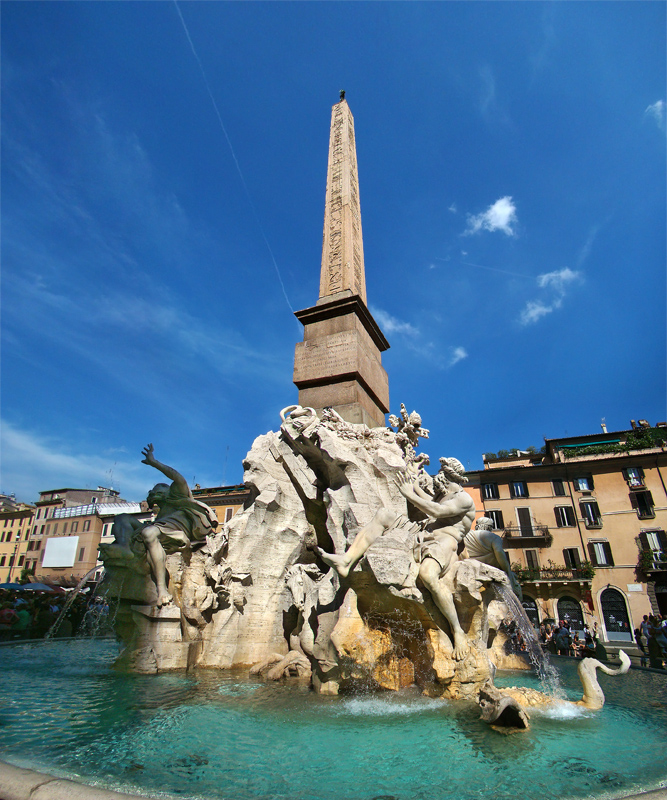
La Fuente de los Cuatro Ríos, con el obelisco de Domiciano en el centro.

La plaza tiene una forma alargada, de acuerdo con la pista del estadio de Domiciano que ocupaba este espacio, manteniéndose sus mismas dimensiones e incluso la curva de la zona norte, mientras que los edificios que la circundan se levantan en lo que eran las gradas del antiguo estadio.

### Las tres fuentes
El elemento más destacado de la plaza son las tres grandes fuentes con ricas creaciones escultóricas que se levantan a lo largo de la misma, la más importante es la  Fuente de los Cuatro Ríos (Fontana dei Quattro Fiumi) situada en el centro y que data de época barroca. Fue encargada por el papa Inocencio X a Gian Lorenzo Bernini. Su construcción se realizó entre 1648 y 1651. Representa los cuatro grandes ríos del mundo conocidos por entonces, Nilo (África), Ganges (Asia), Danubio (Europa) y Río de la Plata (América). La fuente se encuentra coronada por el obelisco de Domiciano de 17,6 metros de altura, que este emperador mandó construir en Egipto. El obelisco fue trasladado desde el circo majenciano en la vía Apia.
Las otras dos fuentes se encuentran en los extremos de la plaza, en la zona norte, la Fontana di Nettuno (1574), proyectada por Giacomo della Porta, aunque las estatuas de Neptuno y las nereidas datan del siglo XIX y en el extremo sur, la Fontana del Moro (1576), diseñada también por della Porta y a la que posteriormente se añadieron el moro y el delfín, que fueron realizados por Bernini.

### Santa Inés en Agonía(Sant'Agnese in Agone)

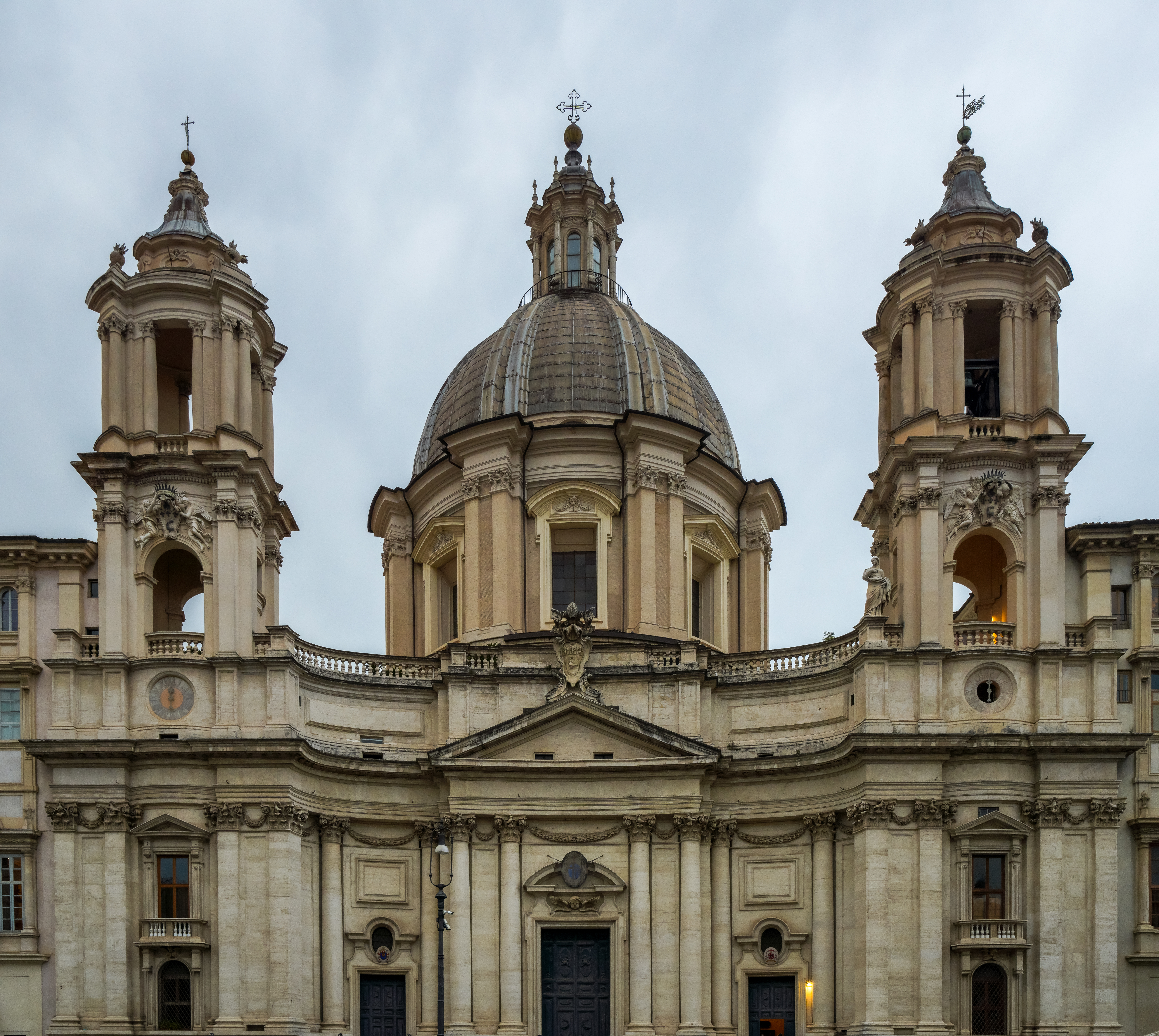
Vista de la iglesia de Sant'Agnese in Agone.

Esta iglesia está construida en el lugar en que se levantaban las gradas del estadio Domiciano, bajo las cuales, según la tradición, se encontraba el lupanar en el que Santa Inés fue forzada a desnudarse en público y a renunciar a su fe cristiana, siendo cubierta de forma milagrosa por sus cabellos que le crecieron de forma repentina. El templo actual lo mandó construir Inocencio X en 1652. Girolamo Rainaldi y su hijo Carlo Rainaldi fueron sus primeros arquitectos, que posteriormente fueron sustituidos por Francesco Borromini que añadió la fachada curva que realza su cúpula. En la fachada, una escultura de Ercole Ferrata de 1660, representa a Santa Inés orando en medio de su martirio.

### Palazzo Pamphili
El Palazzo Pamphili, actual embajada de Brasil, en el que colaboró Borromini, contiene una galería de frescos pintados por Pietro da Cortona. Estas mejoras decorativas fueron impulsadas por Olimpia Maidalchini, polémica cuñada de Inocencio X. El palacio entró en declive en el siglo XVIII y, tras ser alquilado para distintos usos, fue vendido hacia 1960 al estado de Brasil. No hay que confundir este palacio con el Doria-Pamphili, ubicado en la cercana Via del Corso.

### Otros monumentos destacados
- Complejo del Stabilimenti Spagnoli.
- Iglesia de Nostra Signora del Sacro Cuore (antigua iglesia de San Giacomo degli Spagnoli).
- Palacio de Cupis.
- Palacio Torres Massimo Lancellotti, situado en lado sur de la Piazza, junto a la iglesia de Nuestra Señora del Sagrado Corazón. Fue culminado por el arquitecto Pirro Ligorio, hacia 1560.
- Palacio Braschi (Museo de Roma), palacio neoclásico del siglo XVIII.

## Literatura y cine
- Cine
  - La plaza aparece en varias escenas de la adaptación que hizo el director Mike Nichols en 1970 de la novela de Joseph Heller, Catch-22.
  - La Fuente de los Cuatro Ríos se usó en la película de 1990 Coins in the Fountain. Los personajes lanzan monedas a la fuente al mismo tiempo que formulan sus deseos. La fontana de Trevi se usó en la versión de 1954.
  - La Plaza Navona es el lugar en el que los protagonistas del primer episodio de la película Manual de Amor I (Giovanni Veronesi) acuerdan su primera cita.
- Literatura
  - La plaza aparece en la novela de misterio Ángeles y demonios, de Dan Brown (2009), en la que la Fuente de los Cuatro Ríos está incluida como uno de los altares de la ciencia.
  - La Plaza Navona es mencionada en la novela El libro de los muertos de Patricia Cornwell.
  - La Plaza Navona es el lugar donde la protagonista de los libros Eternos y Deseos conoce a su alma gemela, ambos libros escritos por Kirsten Miller.